# T-shirt
En T-shirt (eller tee) er en bluse uden knapper, krave og lommer. Den har rund hals og korte ærmer og trækkes over hovedet og dækker det meste af overkroppen. De korte ærmer er syet til ved skulderne.
Der er flere teorier om T-shirten. En af de mest udbredte er, at amerikanerne under 1. verdenskrig lagde mærke til, at de europæiske soldater havde en bomuldsbluse under uniformen.[kilde mangler] Meget blødere end uniformen af uld. I løbet af 2.Verdenskrig blev T-shirten en del af det amerikanske militærs standardbeklædning, og mange veteraner kunne ses bære T-shirts sammen med militærbukser. T-shirten blev hurtigt populær og har gået sin sejrsgang over stort set hele kloden. Navnet kommer af T-formen, og stavemåden er derfor T-shirt.